# Isidore Rosenbaum
Pour les articles homonymes, voir Rosenbaum.
Isidore (Isi) Rosenbaum (né le 16 mars 1923 dans le 12e arrondissement de Paris - mort le 23 février 2018 dans le même arrondissement de Paris) est un jeune juif français de 19 ans lorsqu'il est déporté à Auschwitz, survivant et témoin de la Shoah.

## Biographie
Isidore Rosenbaum est né le 16 mars 1923 dans le 12e arrondissement de Paris. Il est le fils d'Israël Rosenbaum né le 27 mars 1894 à Varsovie en Pologne. Ses parents d'origine polonaise arrivent en France en 1920. Ils ne parlent que le yiddish. Le père est un tailleur à domicile,.
Isidore Rosenbaum a un frère et une sœur.
Battu à diverses reprises par sa mère, il s'enfuit et revient. Il est considéré comme délinquant. Il est détenu, en maison de redressement, jusqu'en 1938.

### Seconde Guerre mondiale
Lorsque la Seconde Guerre mondiale éclate, Isidore Rosenbaum travaille comme livreur.
Son père, Israël Rosenbaum, est arrêté en août 1941. Isidore Rosenbaum va en zone libre où il reste jusqu’en 1942.
De retour à Paris, il échappe à la rafle du Vélodrome d'Hiver du 16 et 17 juillet 1942.
Il quitte Paris pour Dax avec son frère et un ami. Ils sont arrêtés le 18 juillet 1942, peu après avoir franchi la ligne de démarcation. Il est relâché mais son frère et l'ami sont conduits au camp de Gurs en tant que juifs apatrides.
Le lendemain il est arrêté par les Allemands qui découvrent qu’il est Juif.

#### Déportation à Auschwitz
Il est déporté par le convoi no 36, en date du 23 septembre 1942 de Drancy à Auschwitz. Il est âgé de 19 ans.
Son père, Israël Rosenbaum, est déporté par le convoi no 3, en date du 22 juin 1942 de Drancy vers Auschwitz. Il est âgé de 48 ans. La dernière adresse du père et du fils est au 13 rue Sedaine dans le 11e arrondissement de Paris.
Isidore Rosenbaum retrouve son père, Israël Rosenbaum, à Auschwitz. Son père y sera fusillé d'un mirador après s'être jeté sur les fils de fer barbelés. Isidore est témoin de cette mort mais ne réalise pas tout de suite que son père était la victime.
Pendant un an, Isidore Rosenbaum travaille comme manœuvrier dans le camp.
En juillet 1943, il fait partie d'un groupe qui va construire le camp de Świętochłowice, dépendant d’Auschwitz.
Il attrape le typhus et il retourne à Auschwitz pour une « convalescence » de 15 jours dans le bloc des fours crématoires.
Il intègre le commando issu de la fusion du Canada et de la Wascherei. Puis il est envoyé dans un autre camp en construction.
En janvier 1945, les Allemands évacuent le camp devant l’avancée des Soviétiques. Isidore participe à la marche de la mort qui conduit les survivants à Berlin, puis au camp de concentration d'Oranienbourg-Sachsenhausen. Isidore y reste 10 jours avant de rejoindre Bergen-Belsen où il reste jusqu’au 15 avril 1945. Il est chargé d’entasser les cadavres dans les fosses.

#### Libération
Il passe 31 mois dans les camps nazis avant d'être libéré.
Lorsque les Anglais libèrent le camp, Il arrive à obtenir un uniforme anglais pour rejoindre la gare. Il arrive à Lille. À la mairie, il est arrêté trois jours, le temps de vérifier la véracité de son récit.
Il retrouve Paris, le 8 mai 1945, le jour de la capitulation allemande. Il passe par l'hôtel Lutetia avant de retrouver sa sœur.

#### Israël
Isidore Rosenbaum vit six ans en Israël avant de revenir en France.

#### Famille
Isidore Rosenbaum a une fille.

### Mort
Isidore Rosenbaum meurt le 23 février 2018 dans le 12e arrondissement de Paris.

## Œuvre
- Je suis né le 8 mai 1945, Le Manuscrit. 2013[5],[6]